# Uecudzsi Jumi
Uecudzsi Jumi (上辻 佑実; Hepburn: Uetsuji Yumi)(Szuita, 1987. november 30. –) japán válogatott labdarúgó.

## Klub
A labdarúgást a Speranza FC Takatsuki csapatában kezdte. 2006-ban a TEPCO Mareeze csapatához szerződött. 94 bajnoki mérkőzésen lépett pályára és 11 gólt szerzett. 2011-ben az Albirex Niigata csapatához szerződött. 2012-ben a Vegalta Sendai csapatához szerződött. 64 bajnoki mérkőzésen lépett pályára és 17 gólt szerzett. 2015-ben a Nippon TV Beleza csapatához szerződött. 2019-ben a Chifure AS Elfen Saitama csapatához szerződött.

## Nemzeti válogatott
2012-ben debütált a japán válogatottban. A japán válogatottban 4 mérkőzést játszott.

## Statisztika
| Japán válogatott | Japán válogatott | Japán válogatott |
| Időszak          | Mérk.            | gól              |
| ---------------- | ---------------- | ---------------- |
| 2012             | 1                | 0                |
| 2013             | 0                | 0                |
| 2014             | 0                | 0                |
| 2015             | 3                | 0                |
| Összesen         | 4                | 0                |

## Sikerei, díjai
Klub
- Japán bajnokság: 2017, 2018